# Großsteingräber bei Bierstedt
Die Großsteingräber bei Bierstedt waren ursprünglich 13 megalithische Grabanlagen der jungsteinzeitlichen Tiefstichkeramikkultur bei Groß Bierstedt und Klein Bierstedt, Ortsteilen der Gemeinde Rohrberg im Altmarkkreis Salzwedel, Sachsen-Anhalt. Von diesen existiert heute nur noch eines. Die restlichen Anlagen wurden in der Mitte des 19. Jahrhunderts zerstört.

## Lage
Das erhaltene Grab  (KS 121) befindet sich 750 m nordwestlich des Ortsteils Groß Bierstedt. Das zerstörte Grab KS 117 lag nordwestlich von Groß Bierstedt auf dem Flurstück „auf dem Sande“ nahe an der Grenze zu der Wüstung Uebbesitz. Grab KS 118 lag nur 60 Schritt (ca. 45 m) hiervon entfernt, östlich des Weges nach Groß Bierstedt. Grab KS 119 lag einige hundert Meter westlich von KS 118 auf dem Flurstück „die Kuhtrift“. 300 Schritt (c. 225 m) südwestlich hiervon lag Grab KS 120. Grab KS 122 befand sich 60 Schritt (ca. 45 m) westlich des erhaltenen Grabes KS 121. Weitere 50 Schritt (ca. 38 m) nordöstlich lag Grab KS 123. Die Gräber KS 124 und KS 125 befanden sich unmittelbar südlich von Klein Bierstedt am Weg nach Stöckheim. Grab KS 126 lag 50 Schritt (ca. 38 m) südlich hiervon. Grab KS 127 befand sich 200 Schritt (ca. 150 m) südwestlich von KS 126. Grab KS 128 lag weitere 100 Schritt (ca. 75 m) südwestlich und KS 129 nahe bei diesem.
In der näheren Umgebung gibt es mehrere weitere Großsteingräber. 3,1 km nordnordöstlich des erhaltenen Grabes befinden sich die Großsteingräber bei Leetze, westlich die Großsteingräber bei Mehmke und südlich das Großsteingrab Stöckheim.

## Forschungsgeschichte
Johann Friedrich Danneil konnte bei seinen Forschungen 1843 in der Umgebung von Bierstedt noch dreizehn Großsteingräber ausmachen. Eduard Krause und Otto Schoetensack fanden 1893 nur noch ein Grab vor, die anderen waren in der Zwischenzeit vollständig zerstört. Ein früher Bericht des Pfarrers von Bombeck erwähnt bereits für das Jahr 1728 erste „Ausgrabungen“ in den hiesigen Gräbern durch den Landeshauptmann der Altmark. Dabei wurden einige Keramikscherben und menschliche Knochen gefunden. Der Pfarrer berichtet allerdings nicht, welche Gräber untersucht wurden. Auch der weitere Verbleib der Funde ist unbekannt. Seit 1972 wird das erhaltene Grab durch den Verein „Junge Archäologen der Altmark“ jährlich gereinigt und von Bewuchs befreit. 2003–04 erfolgte eine weitere Aufnahme und Vermessung aller noch existierenden Großsteingräber der Altmark als Gemeinschaftsprojekt des Landesamts für Denkmalpflege und Archäologie Sachsen-Anhalt, des Johann-Friedrich-Danneil-Museums Salzwedel und des Vereins „Junge Archäologen der Altmark“.
Für die Gräber existieren unterschiedliche Nummerierungen. Für die zerstörten Gräber werden im Folgenden die Nummern verwendet, mit denen Krause und Schoetensack sie versahen.
| offizielle Nr. | Danneil (1843) | Krause/ Schoetensack (1893) | Beier (1991) | Anmerkungen |
| -------------- | -------------- | --------------------------- | ------------ | ----------- |
| –              | D 80           | KS 117                      | 1            | zerstört    |
| –              | D 81           | KS 118                      | 2            | zerstört    |
| –              | D 82           | KS 119                      | 3            | zerstört    |
| –              | D 83           | KS 120                      | 4            | zerstört    |
| Fpl. 1         | D 84           | KS 121                      | 5            | erhalten    |
| –              | D 85           | KS 122                      | 6            | zerstört    |
| –              | D 86           | KS 123                      | 7            | zerstört    |
| –              | D 87           | KS 124                      | 8            | zerstört    |
| –              | D 88           | KS 125                      | 9            | zerstört    |
| –              | D 89           | KS 126                      | 10           | zerstört    |
| –              | D 90           | KS 127                      | 11           | zerstört    |
| –              | D 91           | KS 128                      | 12           | zerstört    |
| –              | D 92           | KS 129                      | 13           | zerstört    |

## Beschreibung

### Das erhaltene Grab

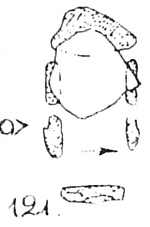
Grundriss des Grabes Bierstedt nach Krause/Schoetensack

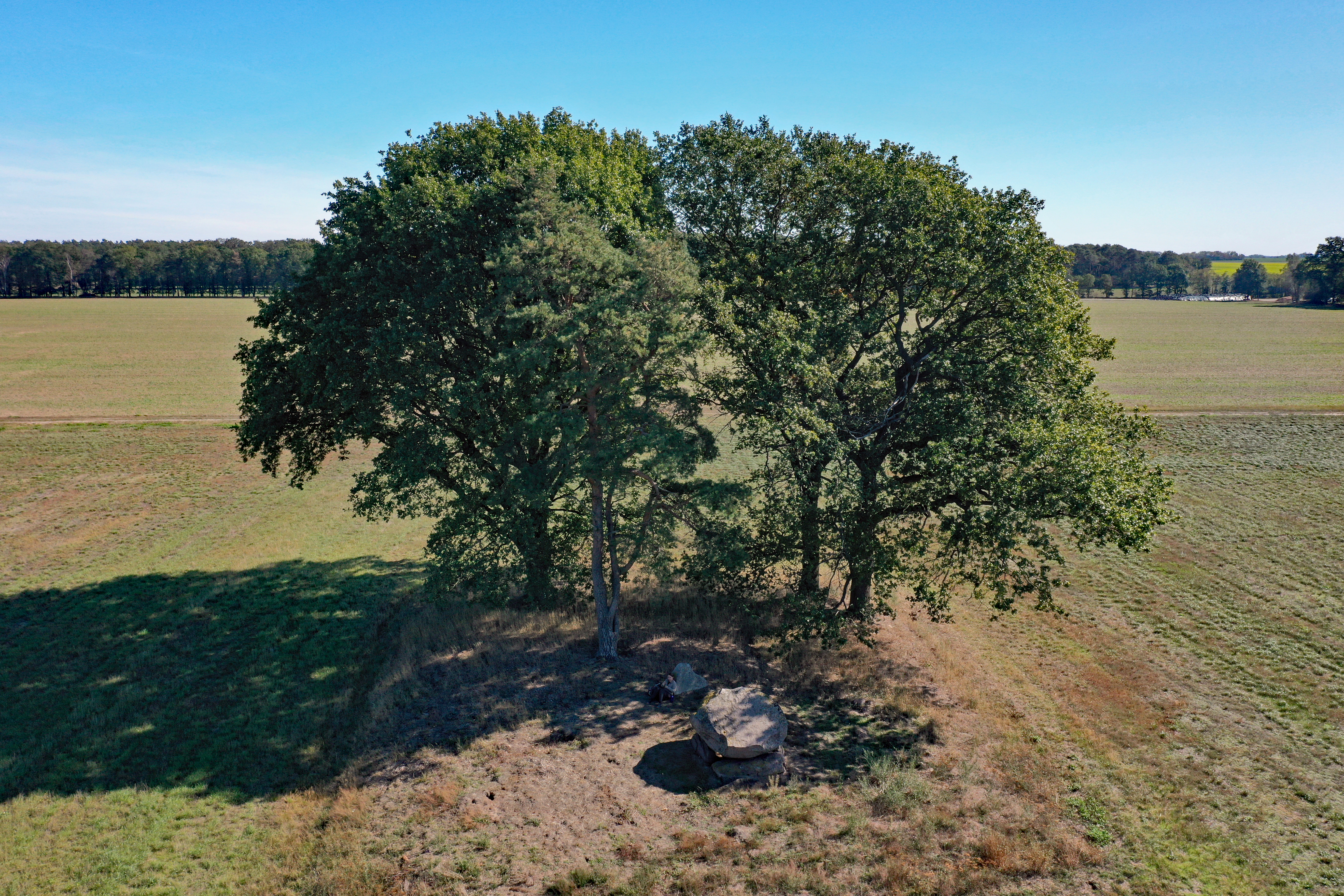
Luftbild des Grabes

Das erhaltene Grab gehört nach Hartmut Bock, Barbara Fritsch und Lothar Mittag zum Typ der Großdolmen, Hans-Jürgen Beier ordnet es hingegen als erweiterten Dolmen ein. Der ovale Grabhügel ist west-östlich orientiert. Er ist mittlerweile stark zerflossen und hat eine Länge von 19,0 m, eine Breite von 18,3 m und eine Höhe von 0,5 m. Johann Friedrich Danneil konnte 1843 noch eine Grabeinfassung (Hünenbett) mit einer Länge von 23,0 m und einer Breite von 6,9 m feststellen. Diese ist jedoch inzwischen vollständig verschwunden. Die Grabkammer ist west-östlich orientiert und bestand ursprünglich aus acht Wandsteinen, von denen sich noch sechs erhalten haben sowie aus drei Decksteinen, von denen noch einer vorhanden ist. Dieser liegt noch auf den Tragsteinen und misst 2,4 m × 2,3 m × 0,9 m. Die Kammer ist rechteckig und besitzt die Innenmaße 4,6 m × 1,6 m. Ihre Höhe beträgt 0,8 m.

### Die zerstörten Gräber

#### Grab KS 117
Das Grab besaß eine Kammer mit einer Länge von 7,2 m und einer Breite von 3,5 m. Bei Danneils Untersuchung waren noch drei Deckstein erhalten. Zur Ausrichtung liegen keine Angaben vor. Aufgrund der Größe der Kammer muss es sich um einen Großdolmen oder ein Ganggrab gehandelt haben.

#### Grab KS 118
Die Grabkammer dieser Anlage war bei Danneils Untersuchung bereits nicht mehr vollständig erhalten. Sie hatte Länge von 5 m und eine Breite von 3,1 m. Es war noch ein Deckstein vorhanden. Zur Ausrichtung liegen keine Angaben vor. Es handelte sich wahrscheinlich um einen Großdolmen oder um einen erweiterten Dolmen.

#### Grab KS 119
Grab KS 119 besaß eine Kammer mit einer Länge von 6,9 m und einer Breite von 2,8 m. Danneil konnte fünf Decksteine feststellen. Zur Ausrichtung liegen keine Angaben vor. Nach Beier handelte es sich vermutlich um ein Ganggrab.

#### Grab KS 120
Die Anlage war bei Danneils Untersuchung bereits weitgehend zerstört. Es waren nur noch fünf Steine vorhanden, die keine Rückschlüsse auf das ursprüngliche Aussehen mehr zuließen.

#### Grab KS 122
Grab KS 122 besaß ein ost-westlich orientiertes Hünenbett mit einer Länge von 25,1 m und einer Breite von 8,3 m. Die Umfassungssteine waren zwischen 2,2 m und 2,8 m lang, ragten aber nur 0,6 m aus der Erde. Durch Sandabbau waren bei Danneils Untersuchung bereits mehrere Umfassungssteine freigelegt worden. Im Ostteil der Anlage befand sich die Grabkammer. Sie besaß mehrere Decksteine, von denen bei Danneils Untersuchung nur noch einer vorhanden war. Der genaue Typ der Kammer lässt sich anhand dieser Angaben nicht mehr bestimmen.

#### Grab KS 123
Die Anlage besaß ein Hünenbett mit einer Länge von 13,2 m und einer Breite von 6,7 m. Die Umfassung war bei Danneils Untersuchung noch fast vollständig erhalten, die Grabkammer aber bereits zerstört. Zur Ausrichtung der Anlage liegen keine Angaben vor.

#### Grab KS 124
Grab KS 124 besaß eine Kammer mit einer Länge von 6,3 m und einer Breite von 2,5 m. Zur Ausrichtung liegen keine Angaben vor. Aufgrund der Größe der Kammer muss es sich um einen Großdolmen oder ein Ganggrab gehandelt haben.

#### Grab KS 125
Die Anlage besaß ein Hünenbett mit einer Länge von 25,4 m und einer Breite von 6,9 m. Eine steinerne Umfassung wird von Danneil nicht erwähnt. Die Grabkammer war noch vollständig erhalten und besaß fünf Decksteine. Zur Ausrichtung der Anlage und zu den Maßen der Kammer liegen keine Angaben vor. Nach Beier handelte es sich vermutlich um ein Ganggrab.

#### Grab KS 126
Grab KS 126 besaß eine Kammer mit einer Länge von 13,2 m und einer Breite von 2,8 m. Bei Danneils Untersuchung waren noch sechs Decksteine erhalten. Durch Sandabbau waren auf einer Seite die Wandsteine bereits umgekippt. Zur Ausrichtung liegen keine Angaben vor. Nach Beier handelte es sich vermutlich um ein Ganggrab.

#### Grab KS 127
Von Grab KS 127 waren nach Danneil nur noch die Wandsteine der Kammer vorhanden. Über deren Zahl sowie über die Maße und die Ausrichtung der Kammer liegen keine Angaben vor. Der genaue Grabtyp ist nicht mehr bestimmbar.

#### Grab KS 128
Die Anlage besaß eine Kammer mit einer Länge von 10 m und einer Breite von 4,1 m. Bei Danneils Untersuchung war die Kammer noch gut erhalten und besaß einen besonders großen Deckstein. Zur Ausrichtung liegen keine Angaben vor. Nach Beier handelte es sich vermutlich um ein Ganggrab.

#### Grab KS 129
Grab KS 129 besaß eine Kammer mit einer Länge von 5,3 m und einer Breite von 1,9 m. Bei Danneils Untersuchung waren noch zwei Decksteine erhalten, von denen einer eine Länge von 2 m, eine Breite von 1,6 m und eine Dicke von 0,95 m besaß. Zur Ausrichtung liegen keine Angaben vor. Nach Beier handelte es sich vermutlich um einen erweiterten Dolmen oder um einen Großdolmen.

## Das Großsteingrab Bierstedt in regionalen Sagen
Eine regionale Sage deutet das Großsteingrab bei Bierstedt als Grab einer Magd namens Ilse. Diese sei vom ältesten Sohn des Bauern verführt und geschwängert worden. Als der Bauer sie deswegen verjagte, erhängte sie sich. Sie wurde daraufhin bei einer Quelle begraben und auf ihr Grab wurden drei Steine gewälzt. Der Geist der Magd soll noch lange Zeit an dieser Quelle gespukt haben.